# Kościół Narodzenia Najświętszej Maryi Panny i św. Michała Archanioła w Kurowie
Kościół Narodzenia Najświętszej Maryi Panny i świętego Michała Archanioła – rzymskokatolicki kościół parafialny należący do dekanatu Garbów archidiecezji lubelskiej. Znajduje się na Szlaku Renesansu Lubelskiego.

## Historia i architektura

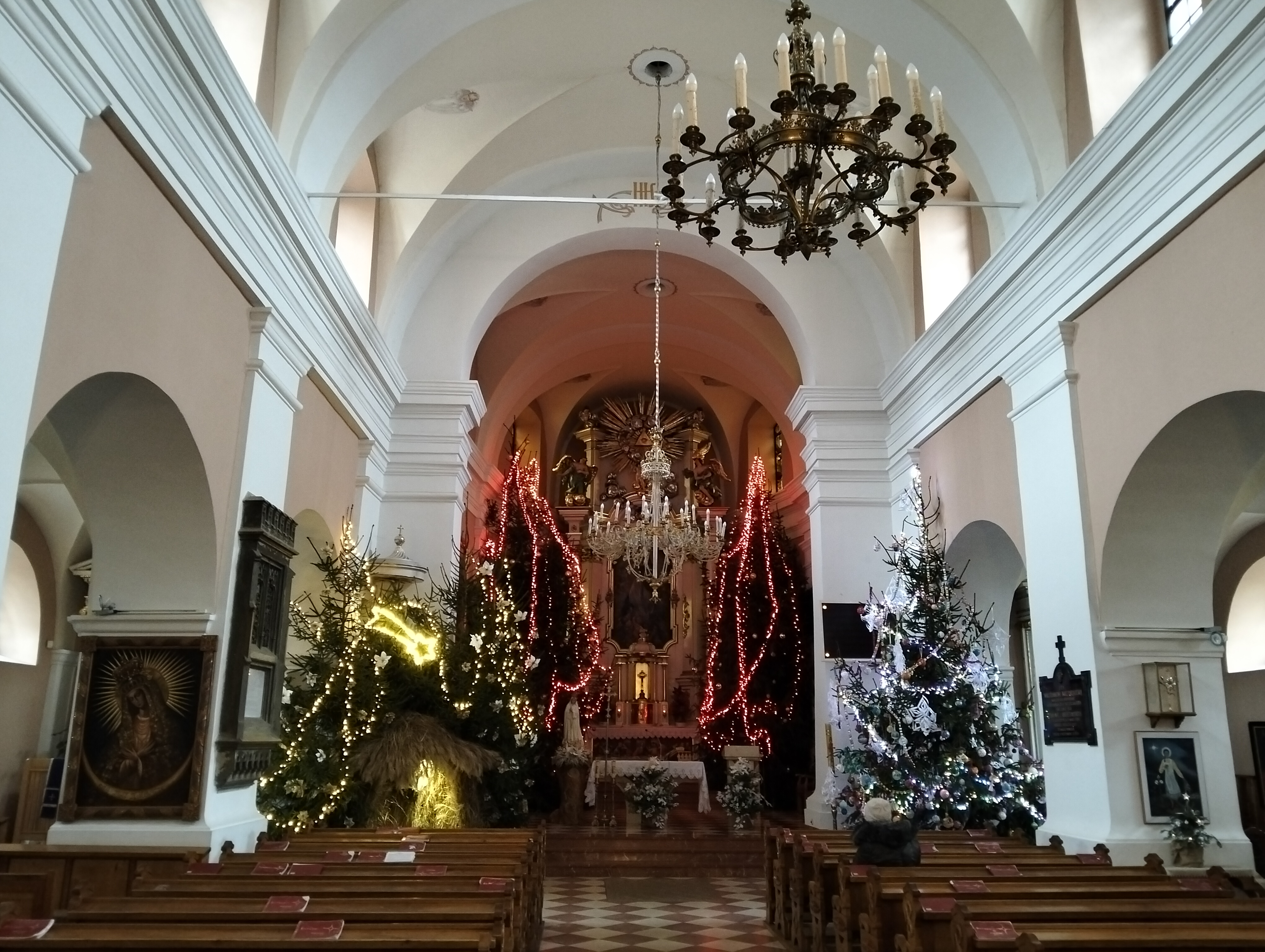
Wnętrze

Jest to trzynawowa świątynia wzniesiona w stylu poźnorenansowym. Obecna budowla została wzniesiona etapami. Na początku była budowana przez rodzinę Kurowskich. Murowane prezbiterium i zakrystia oraz nawa główna drewniana na podmurówce powstały zapewne w połowie XV wieku. W połowie XVI wieku świątynia została rozbudowana - powstały nawy boczne. Nawa główna murowana została wzniesiona w II połowie XVII wieku (ok. 1660 rok) – przez rodzinę Zbąskich. W I połowie XVIII wieku zostały odnowione nawy boczne. W takim kształcie świątynia pozostała niezmieniona do dziś.
Budowla jest murowana i posiada siedem ołtarzy drewnianych. W głównym znajdują się trzy obrazy: Wniebowzięcia Najświętszej Maryi Panny, św. Michała Archanioła i św. Jana Nepomucena oraz drewniany krzyż z wizerunkiem Pana Jezusa. W prawej nawie bocznej są umieszczone ołtarze św. Rodziny i Wskrzeszenie Piotrowina za pośrednictwem św. Stanisława Biskupa i Męczennika. Na pierwszym filarze po prawej stronie znajduje się ołtarz św. Franciszka z Asyżu. W nawie lewej był umieszczony ołtarz z obrazem św. Tekli namalowanym przez Fryderyka Baumana (1765 – 1845). Obecnie na jego miejscu znajduje się ołtarz z obrazem Pana Jezusa Miłosiernego, obok którego jest umieszczony posążek św. Franciszka z Asyżu. Natomiast obraz św. Tekli jest umieszczony w prezbiterium po lewej stronie ołtarza głównego. W lewej nawie jest umieszczony obraz św. Piotra Apostoła i posążek Najświętszego Serca Pana Jezusa. Na pierwszym lewym filarze jest umieszczony obraz Matki Bożej Ostrobramskiej. Ponadto świątynia posiada ambonę i emporę chórową z XIX wieku. Na chórze znajdują się organy o 10 głosach przebudowane w 1939 roku. Na końcu prawej nawy jest umieszczony nagrobek Stanisława Zbąskiego (1540 – 1585) wykonany z pomalowanego wapienia. Misa chrzcielna z I połowy XIX wieku znajduje się przy prezbiterium po prawej stronie.

## Galeria

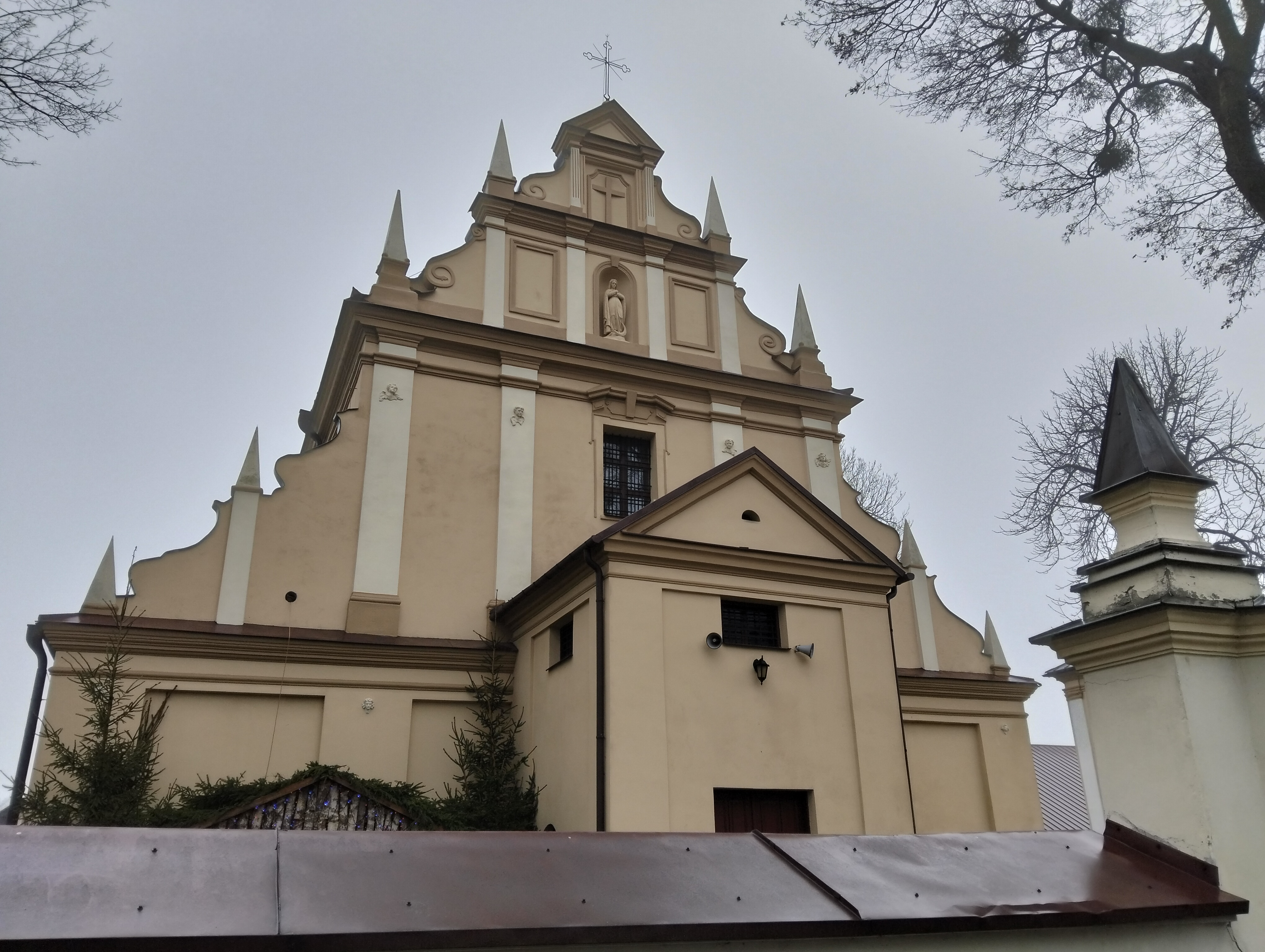
Szczyt
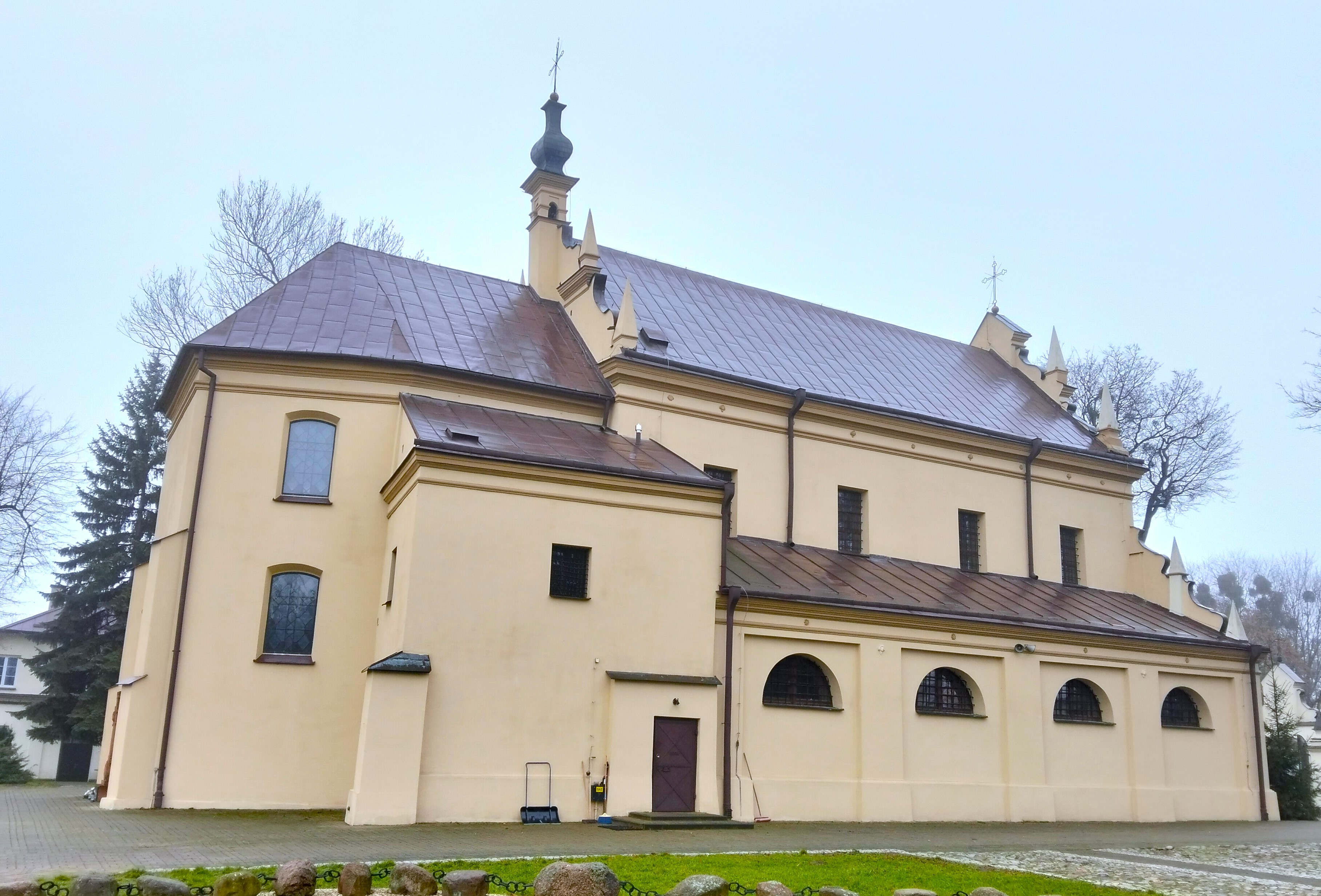
Widok boczny
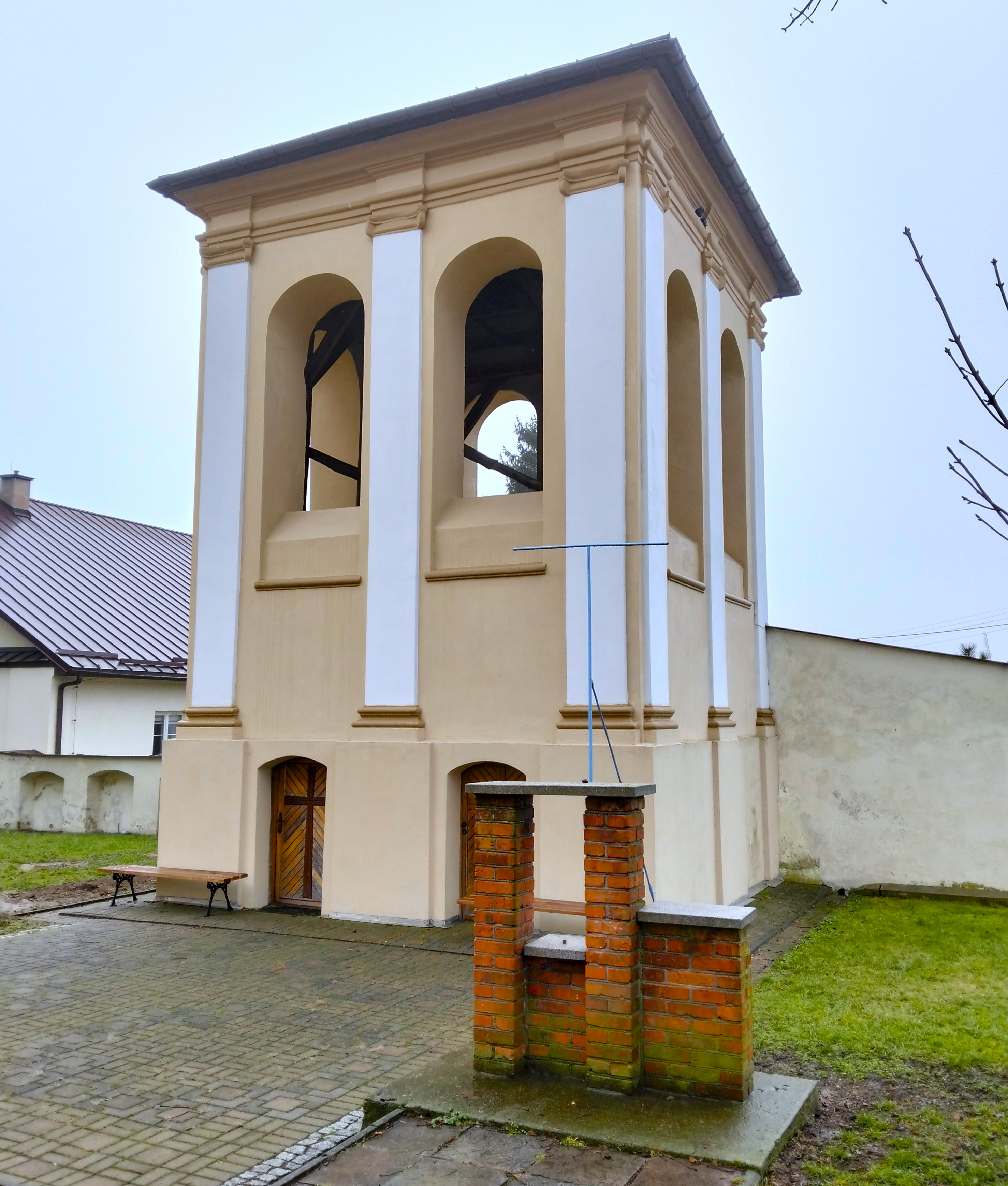
Dzwonnica
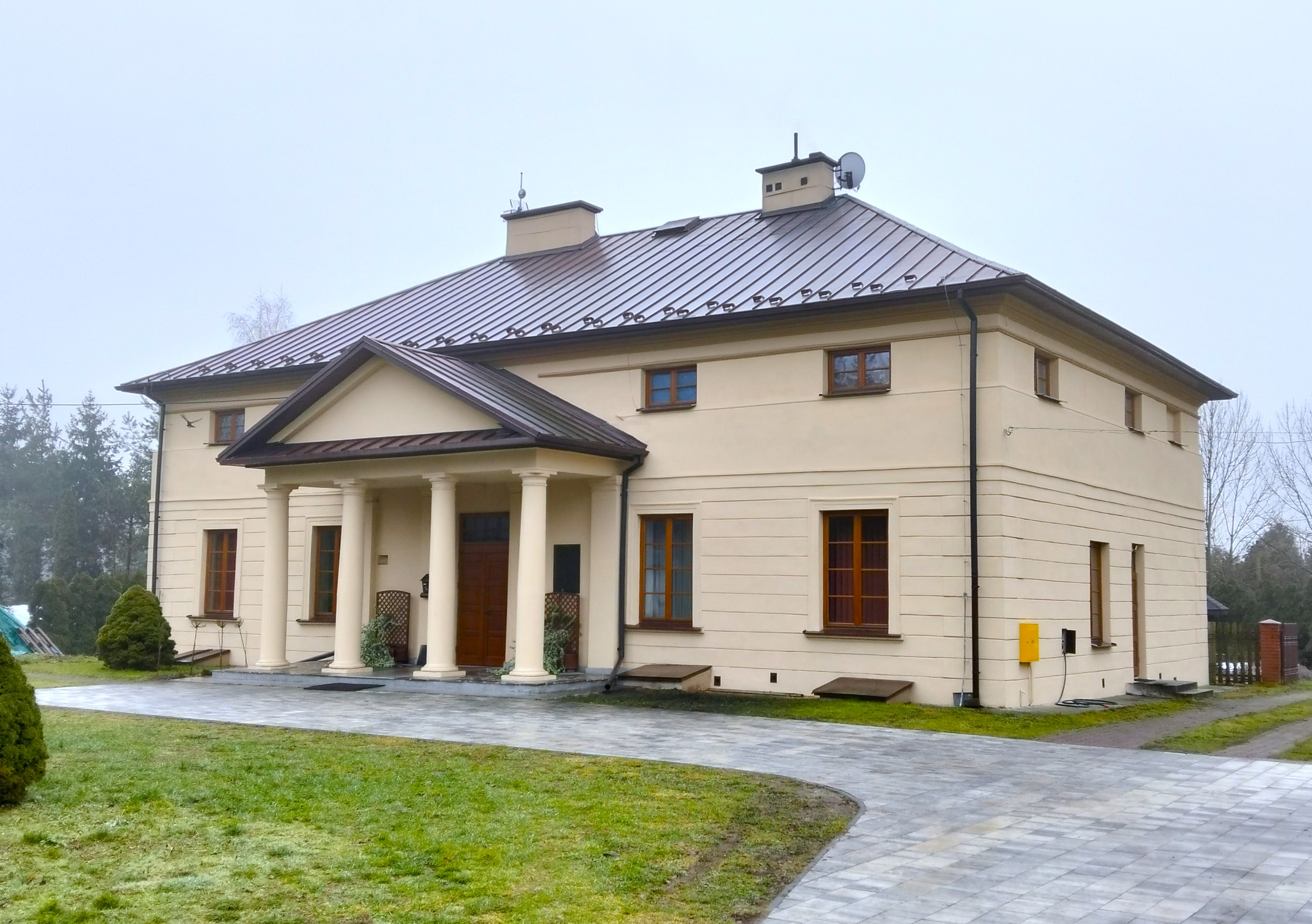
Plebania

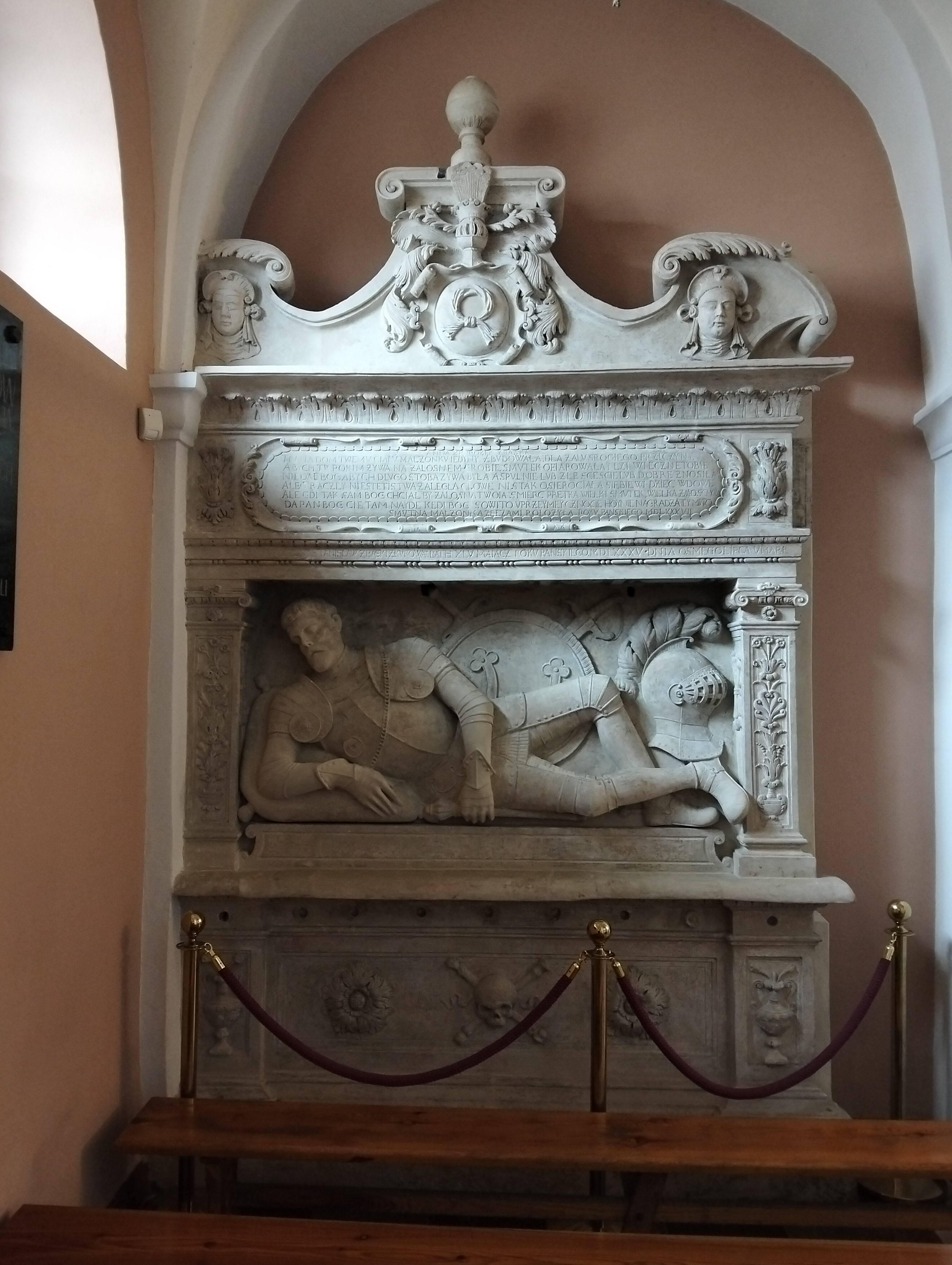
Nagrobek Stanisława Zbąskiego
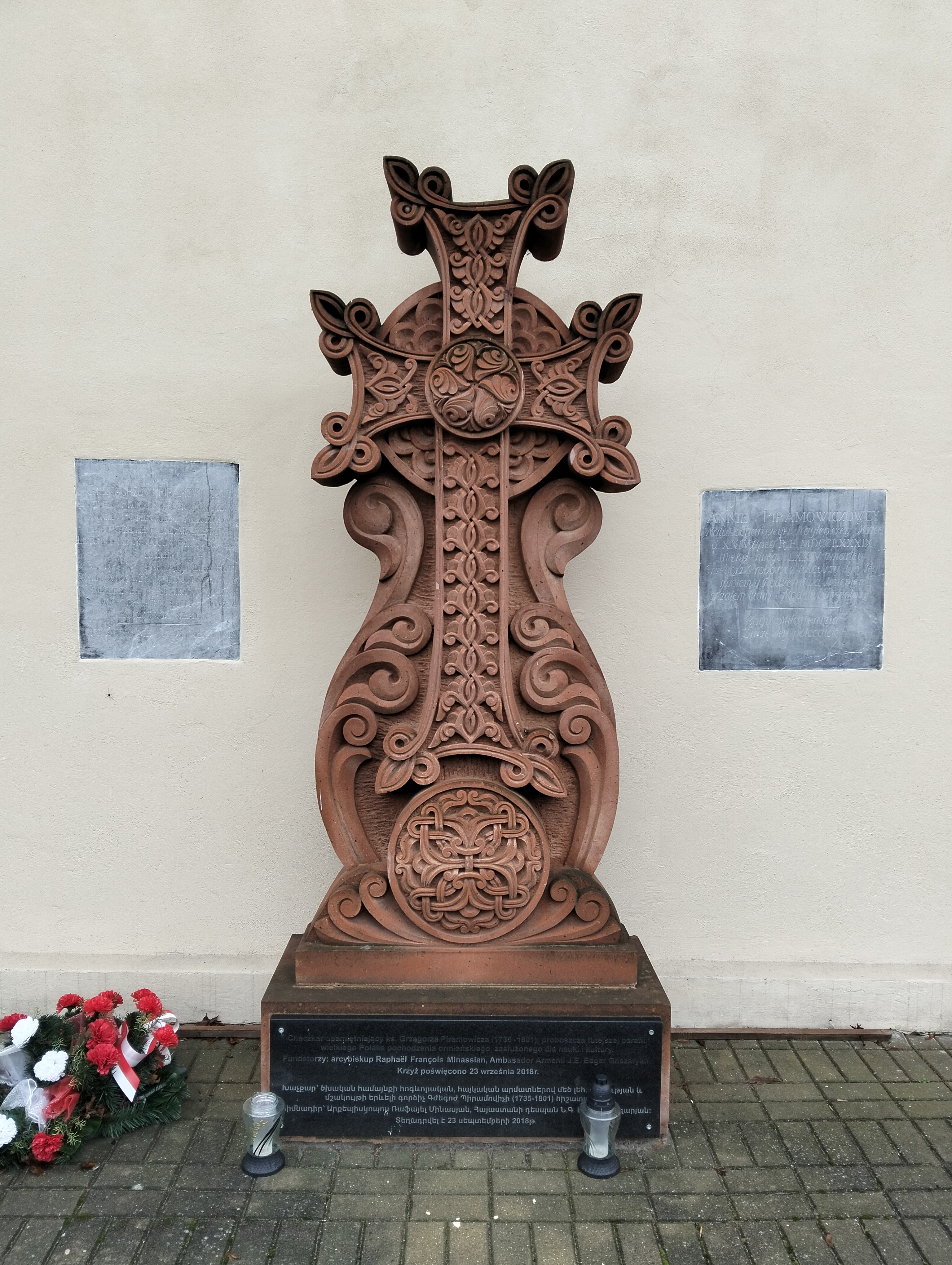
Krzyż Raphaëla Minassiana
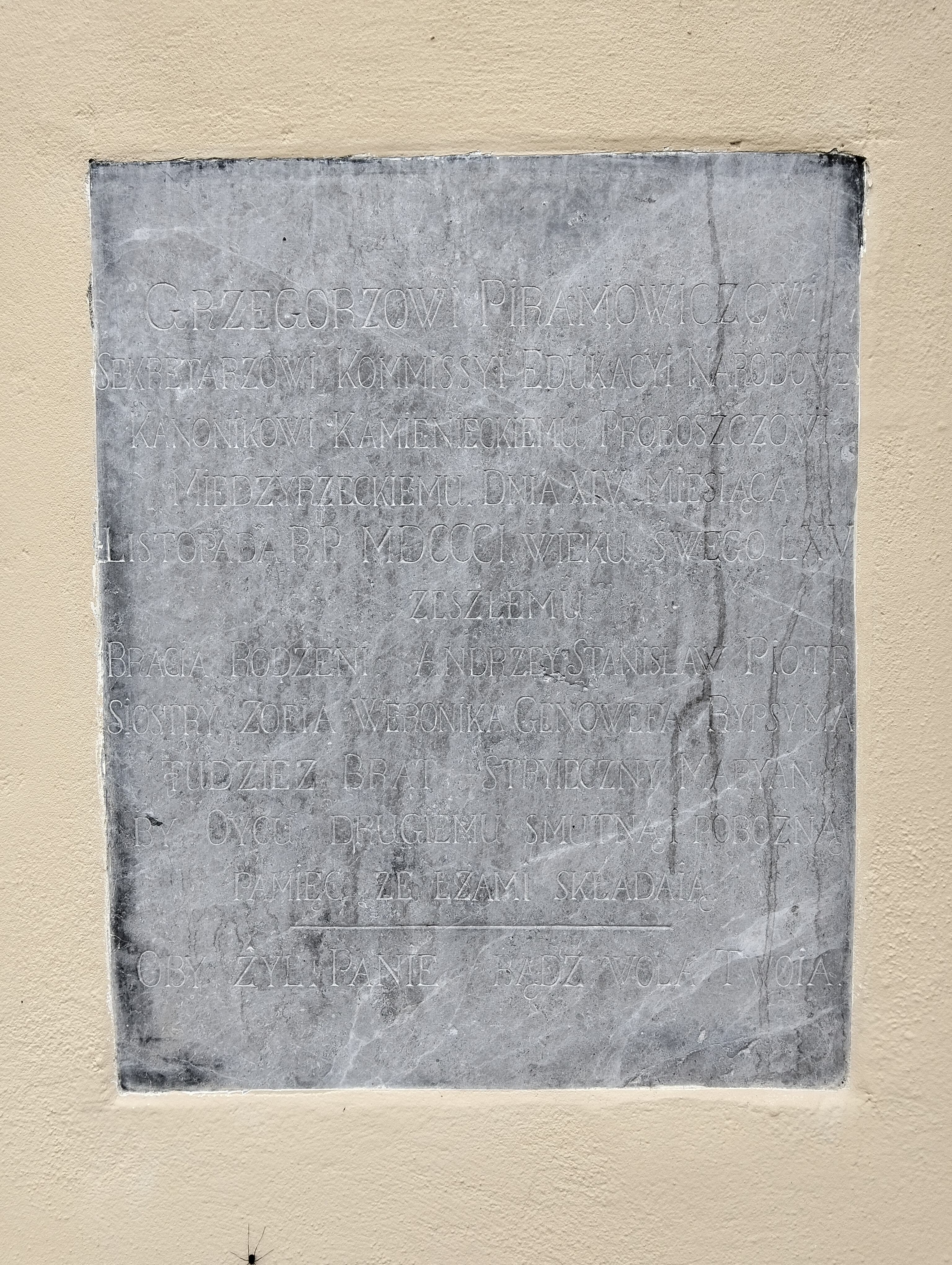
Tablica Grzegorza Piramowicza
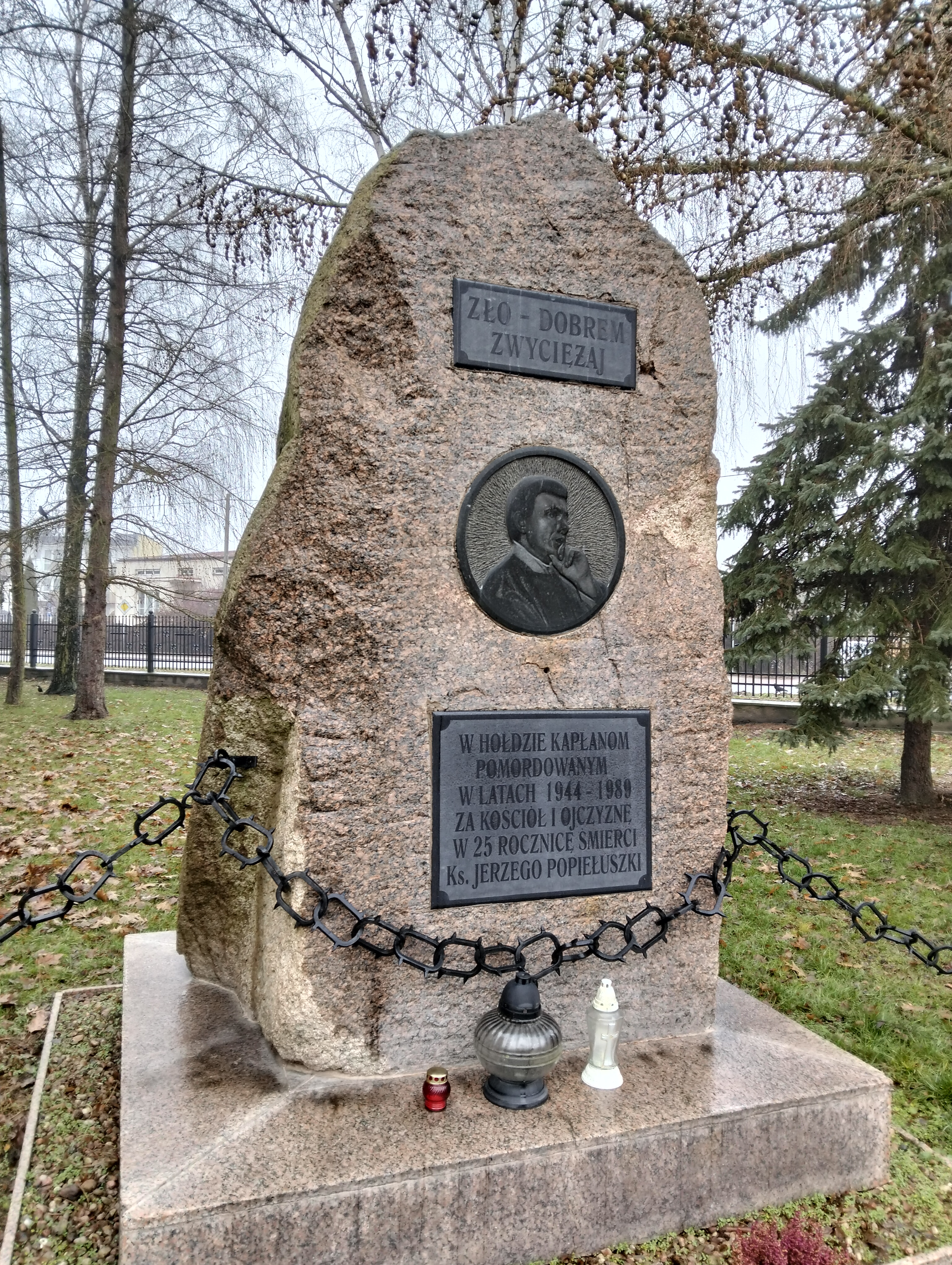
Pomnik bł. Jerzego Popiełuszki